# Robert Coates
Robert Myron Coates (New Haven, 1897. április 6. – New York, 1973. február 8.) amerikai író, művészetkritikus.

## Élete
A The New Yorker művészetkritikusa volt, ő használta elsőként az amerikai művészetben az absztrakt expresszionizmus kifejezést Hans Hofmann, Arshile Gorky, Jackson Pollock, Willem de Kooning és mások munkáira. Szépirodalmi íróként az elveszett nemzedék tagjának tekintik. Élete egy részét Európában töltötte. Első három regénye kísérleti jellegű, a dadaizmus, a szürrealizmus és az expresszionizmus hatása érzékelhető rajtuk. Utolsó két regénye krimijellegű, melyekben az elbeszélő a főhős pszichopatológiai esettanulmányát mutatja be.
Ma leginkább a The Outlaw Years (1931) című alkotásáról ismert, amely a Natchez Trace banditáival foglalkozik. Anthony Boutcher Coatest mint a "megmagyarázhatatlan és zavaró pillanat egyik legjobb megörökítőjeként" dicsérte." Floyd C. Gale véleménye szerint Coates The Eater of Darkness című munkája az első angol nyelvű szürrealista regény. 1935 és 1938, valamint 1941 és 1945 közt Coates irodalmi ügynöke Maxim Lieber volt.
Magyarul egyetlen novellája jelent meg a Galaktika 30. számában 1978-ban A törvény címmel.

## Válogatott munkái

### Regények
- The Eater of Darkness (Párizs 1926)
- Yesterday's Burdens (1933)
- The Bitter Season (1946)
- Wisteria Cottage (1948)
- The Farther Shore (1955)

### Antológiák
- All the Year Round (1943)
- The Hour After Westerly (1957)
- The Man Just Ahead of You (1965)

## Fordítás
- Ez a szócikk részben vagy egészben  a   Robert Coates (critic) című angol Wikipédia-szócikk ezen változatának fordításán alapul.  Az eredeti cikk szerkesztőit annak laptörténete sorolja fel. Ez a jelzés csupán a megfogalmazás eredetét és a szerzői jogokat jelzi, nem szolgál a cikkben szereplő információk forrásmegjelöléseként.